# Consumentenbescherming
Consumentenbescherming verwijst naar het geheel van de inspanningen en maatregelen die bedoeld zijn om mensen te beschermen in hun rol als consument van goederen of diensten. Het omvat wetgeving en rechtspraak (het consumentenrecht) en ook door de overheid gedelegeerde functies aan consumentenorganisaties (de consumentenbeweging). Het doel van consumentenbescherming is om de kwaliteit van producten en diensten te waarborgen, te voorkomen dat consumenten fysieke, psychologische of economische schade ondervinden van de door hen geconsumeerde producten of diensten en om genezing en genoegdoening te kunnen krijgen voor eenmaal geleden schade als gevolg van consumptie.

## Consumentenrecht
Het consumentenrecht omvat alle wet- en regelgeving die gemaakt is voor consumentenbescherming. Specifiek viseert het consumentenrecht "de bescherming van de consument in zijn relatie tot de producent-verkoper teneinde het economisch en juridisch evenwicht tussen beide te herstellen." Het is ontwikkeld om de rechtspositie van consumenten ten opzichte van producenten te verbeteren, toen dat nodig bleek in de tweede helft van de 20e eeuw met de opkomst van de consumptiemaatschappij. Het consumentenrecht is daarmee een relatief nieuwe tak van het recht, die soms niet eens als aparte rechtstak wordt erkend. Het is dan ook een amalgaam van regels die men kan onderbrengen in zowel de privaatrechtelijke, publiekrechtelijke als strafrechtelijke sfeer.
Regelgeving ter bescherming van de consument richt zich vaak op productveiligheid en tracht dit te doen door producenten en distributeurs voorwaarden op te leggen met betrekking tot etikettering, bestanddelen, verpakking enzovoort. Aanvankelijk deden vooral nationale overheden dit, maar met de toenemende internationale economische integratie in de tweede helft van de 20e eeuw zoals de Europese interne markt werd het nodig dit over te laten aan supranationale of intergouvernementele organisaties zoals de Europese Unie. Met het vrij verkeer van goederen, diensten, personen en kapitaal over de grenzen moesten immers consumenten overal uniform geïnformeerd en beschermd worden en de regels op elkaar afgestemd. Artikel 38 van het Handvest van de grondrechten van de Europese Unie (in 2000 aangenomen door Europees Parlement, de Raad van de Europese Unie en de Europese Commissie) bepaalt: "In het beleid van de Unie wordt zorg gedragen voor een hoog niveau van consumentenbescherming."
Verschillende agentschappen en andere overheidsinstellingen werden in het leven geroepen om de consumentenwetgeving te handhaven, zoals in Nederland de Autoriteit Consument en Markt.

### Nederland
De Implementatiewet richtlijn modernisering consumentenbescherming, die onder meer het plaatsen of laten plaatsen van neprecensies op internet verbiedt, is op 28 mei 2022 in werking getreden. De wet heeft Boek 6 van het Burgerlijk Wetboek, de Wet handhaving consumentenbescherming en de Prijzenwet gewijzigd.

## Consumentenbeweging
De consumentenbeweging kwam op na de Tweede Wereldoorlog, toen door toegenomen welvaart de koopkracht van burgers enorm toenam en de schaarste op de consumentenmarkt veranderde in een overvloed aan keuzes. De aanbieders van producten en diensten werden door hun steeds grootschaliger opereren in korte tijd zeer machtig en verzwakten de positie van de consumenten, die zich daar steeds meer bewust van werden, maar ook bewust van het feit dat ze samen sterk konden staan. Consumenten gingen zich verenigen in consumentenorganisaties die producten en diensten gingen testen en elkaar daarover informeerden via tijdschriften en bij misstanden verhaal gingen halen bij de rechter en de overheid, die daarop wet- en regelgeving ontwikkelde.